# Äventyr (rollspelsterm)
Ett äventyr är en utgiven eller på annat vis nedtecknad sammanställning av handling, rollfigurer och platsinformation använd av en spelledare för att leda berättelsen i ett rollspel. Äventyret representerar en mer eller mindre avslutad berättelse inom sin specifika genre och är oftast konstruerat för att användas med ett visst spel. Erfarna spelledare kan dock ofta konvertera äventyr mellan olika spel och system och det finns även äventyr som är konstruerade för att kunna användas med olika system.
Generellt sett innehåller äventyret ett överordnat mål att uppnå för spelarnas rollpersoner och riktlinjer för vad som krävs för att lyckas. Det delar sedan upp handlingen i ett antal scener vilka rollpersonerna stöter på under spelets gång, erbjuder beskrivningar av miljöer och de spelledarpersoner eller varelser som förekommer samt information om möjliga hinder och faror som kan dyka upp. Äventyret innehåller ofta en eller flera kartor som spelledaren kan använda för att hålla reda på intressanta platser och spelarnas förflyttningar.
"Grottkräl"-äventyr för stridsintensiva spel som till exempel Dungeons & Dragons innehåller ofta många tillfällen till strid och få eller inga möjligheter att interagera med andra rollfigurer utanför striden medan äventyr för berättelseinriktade spel som till exempel World of Darkness-spelen fokuserar på interaktion mellan personer och erbjuder få möjligheter till strid. Så kallade linjära äventyr begränsar spelarnas och spelledarens handlingsförmåga i viss mån och styr dem att avhandla handlingens olika avsnitt i en bestämd följd. Icke-linjära äventyr är mer flexibla i sin uppbyggnad och tillåter att avsnitten spelas i godtycklig ordning.
En viktig del i äventyr är de ofta noggrant utformade beskrivande textpartier som är tänkta att läsas högt av spelledaren för spelarna. Dessa texter förmedlar en känsla för miljön och kan innehålla viktiga ledtrådar. Särskilt vanliga är dessa texter när det gäller beskrivning av viktiga platser eller händelser såsom till exempel inledningen till äventyret. Många spelledare tycker dock att högläsningstexter är stela och inte passar in i deras personliga stil.
Det finns några övergripande kategorier av rollspelsäventyr:
- En kampanj kan vara ett långt äventyr som löper över många speltillfällen. Den är ofta tänkt att ha en övergripande, episk, handling och är indelad i kortare avsnitt. Temat för kampanjen kan vara sådant som en viktig motståndare, en stor katastrof eller en lång resa.
- Ett scenario är kortare än en kampanj och begränsar sig oftast till ett visst geografiskt område så som en stad eller en skog. Den har en översiktlig handling som kan spelas igenom på några få speltillfällen. Flera scenarion kan knytas ihop av spelledaren till en kampanj. Termerna "kampanj" och "scenario" är anglicismer inlånade från engelskspråkig krigsspelsterminologi och betyder egentligen "fälttåg" och "krigsskådeplats".

Det finns många publicerade äventyr för olika spel och kampanjvärldar. Många spelledare tycker emellertid om att skriva sina egna äventyr, en uppgift som kan ta lång tid i anspråk.